# جام زرین گلستان
جام زرین گلستان (نام علمی: Sternbergia fischeriana) یکی از گونه‌های سردهٔ جام زرین است. این گونه مشابه جام زرین پائیزه است. فصل گلدهی آن در اواخر زمستان در بهمن و اوایل اسفند است. از گیلان تا گرگان پراکنده بوده و در پارک ملی گلستان نیز شکل مخصوصی از آن که دارای گل‌های زوج است یافت گردیده که به نام «گلستان» پرورش داده شده‌است.

## گونه‌های جام زرین در ایران
- جام زرین کورش (نام علمی: 'Sternbergia clusiana')
- جام زرین پائیزه (نام علمی: 'Sternbergia lutea')
- جام زرین گلستان (نام علمی: 'sternbergia fischeriana')